# Tim Jackson

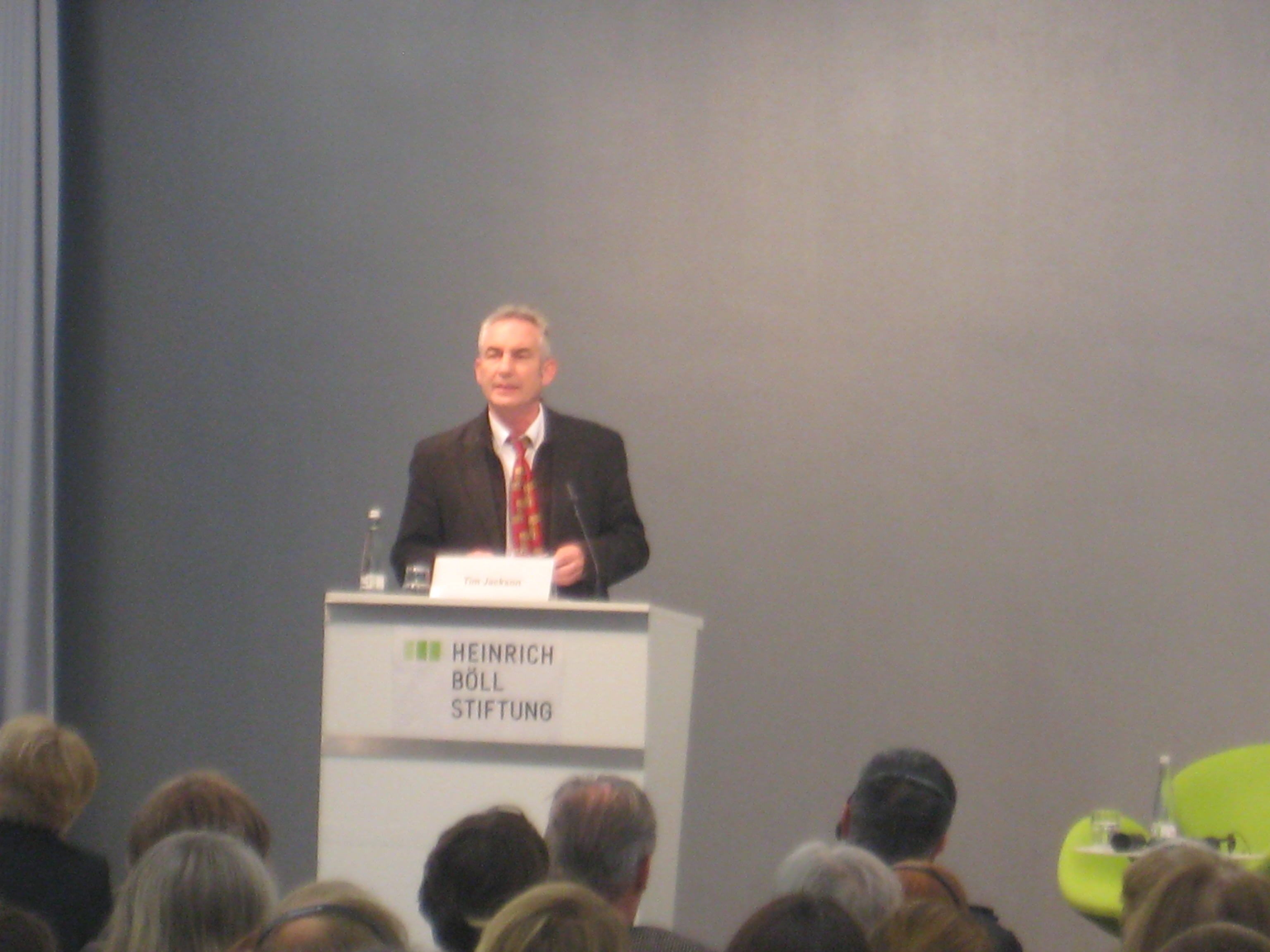
Tim Jackson en la Fundación Heinrich-Böll en Berlín.

Tim Jackson (n. 4 de junio de 1957) es profesor de desarrollo sostenible en la Universidad de Surrey; fue la primera persona en el Reino Unido que obtuvo una cátedra en este campo. Ha trabajado como comisario de economía en la Comisión de Desarrollo Sostenible desde 2004 hasta que fue abolida en 2011.
Tim Jackson es conocido por su trabajo Prosperidad sin crecimiento: economía para un planeta finito (2009), que fue descrito por Le Monde como «uno de los trabajos sobre economía mediomabiental más importantes desde hace años».

## Obras

### Trabajo académico
Durante más de veinticinco años, ha trabajado internacionalmente en el consumo y la producción sostenibles. Durante cinco años en el Instituto del Medio Ambiente de Estocolmo a principios de la década de 1990, fue pionero en el concepto de gestión ambiental preventiva descrito en su libro de 1996 sobre Aspectos materiales: lucro contaminante y calidad de vida.
De 1995 a 2000, Jackson disfrutó de una beca EPSRC sobre la termodinámica de las tecnologías limpias. De 2003 a 2005, tuvo una Beca de investigación profesional sobre la psicología social del consumo sostenible. De 2006 a 2011, Jackson fue director del grupo de investigación ESRC sobre estilos de vida, valores y medio ambiente. De 2010 a 2014, fue director del Grupo de Investigación de Estilo de Vida Sostenible. De 2013 a 2017, fue Investigador Profesional ESRC en Prosperidad y Sostenibilidad en la Economía Verde.
Desde 2003, su investigación se ha centrado en el consumo, el estilo de vida y la sostenibilidad. En 2005, la Red de Investigación para el Desarrollo Sostenible publicó su ampliamente citada revista Motivando el consumo sostenible. En 2006, se emitió un "lector" Earthscan sobre consumo sostenible. Durante 2006 y 2007, Tim Jackson fue asesor y colaborador habitual de la serie Ethical Man de BBC Newsnight.
En su función como Comisionado de Economía en la Comisión de Desarrollo Sostenible, es autor de un informe controvertido, publicado posteriormente por Earthscan / Routledge como Prosperidad sin crecimiento: economía para un planeta finito (2009). En enero de 2017 se publicó una segunda edición sustancialmente revisada (Prosperidad sin crecimiento: fundamentos para la economía del mañana). Al argumentar que "la prosperidad, en cualquier sentido significativo de la palabra, trasciende las preocupaciones materiales", el libro resume la evidencia que muestra que, más allá de cierto punto, el crecimiento no aumenta el bienestar humano. Prosperity without Growth analiza las complejas relaciones entre el crecimiento, las crisis ambientales y la recesión social. Propone una ruta hacia una economía sostenible y aboga por una redefinición de la "prosperidad" a la luz de la evidencia sobre lo que realmente contribuye al bienestar de las personas. A raíz del progreso tecnológico y la búsqueda de ganancias cada vez mayores, el crecimiento financiero y sus "prioridades sesgadas" están vinculadas a la explotación humana y la destrucción ambiental, a lo que Jackson se refiere como la "era de la irresponsabilidad". El mensaje de la crisis financiera de 2008 es que nuestro modelo actual de éxito económico es fundamentalmente defectuoso: para las economías avanzadas del mundo occidental, la prosperidad sin crecimiento ya no es un sueño utópico. Es una necesidad financiera y ecológica".
El sociólogo Anthony Giddens se refirió a él como "una lectura obligada para cualquiera que se preocupe por el cambio climático y la sostenibilidad - audaz, original e integral." Prosperity without Growth se ha traducido a 17 idiomas, incluidos el sueco, el alemán, el francés, el griego, el español, el italiano, el holandés y el chino.
Tim Jackson fue el fundador y director de RESOLVE (Grupo de Investigación sobre los Valores de Vida y Medio Ambiente) y de su proyecto subsiguiente: el Grupo de Investigación de Estilos de Vida Sostenibles Defra / ESRC (SLRG). Sus proyectos actuales incluyen, en colaboración con el Profesor Peter Victor (Universidad de York, Toronto), el desarrollo del Macro-Modelo y Contabilidad de la Economía Verde (GEMMA).

### Dramaturgo
Además de su trabajo académico y consultivo, Jackson es un dramaturgo galardonado con numerosos premios de la BBC Radio. Su serie de 30 episodios de drama ambiental Cry of the Bittern ganó el Premio de Drama Public Awareness of Science (PAWS) de 1997. El lenguaje de las flores: un documental dramático sobre la vida y obra del poeta Christopher Smart del siglo XVIII ganó el Premio Marulić 2004. La obra más reciente de Jackson, Variaciones, escrita alrededor de una obra para piano de Beethoven del mismo nombre, ganó el Gran Premio de 2007 Marulić y fue elegida para los premios Sony 2008.

## Publicaciones
- Stockholm Environment Institute (SEI), ed. (1996). Material Concerns: Pollution, Profit, and Quality of Life. Londres: Routledge. ISBN 978-0-415-13248-0.
- Prosperity without Growth: Economics for a Finite Planet. Londres: Routledge. 1999. ISBN 978-1-84407-894-3.
  - Prosperidad sin crecimiento: economía para un planeta finito. Montevideo: Icaria. 2011. ISBN 978-8-49888-381-7.

- The Post-Growth Challenge — Secular Stagnation, Inequality and the Limits to Growth. Tim Jackson, CUSP Working Paper No 12. Guildford: University of Surrey. May 2018.
- Confronting inequality in a post-growth world – basic income, factor substitution and the future of work. Tim Jackson, and Peter Victor. CUSP Working Paper No 11. Guildford: University of Surrey. April 2018.
- Does slow growth increase inequality? Some reflections on Piketty’s ‘fundamental’ laws of capitalism, Tim Jackson and Peter Victor, PASSAGE Working Paper 14-01, Guildford: University of Surrey, August 2014
- Green economy at community scale, Tim Jackson and Peter Victor, Metcalf Foundation: Toronto, November 2013
- Developing an Ecological Macroeconomics, Tim Jackson and Peter Victor, Centre for International Governance Innovation, cigionline.org, 11 September 2013
- Angst essen Seele auf – Escaping the 'iron cage' of consumerism, Tim Jackson, Wuppertal Spezial (Vol 48), Wuppertal Institute for Climate, Environment and Energy
- Consumerism as Theodicy – an exploration of religions and secular meaning functions (with M. Pepper).  In Thomas, L (ed): Consuming Paradise. Oxford: Palgrave-Macmillan, 2010.
- New economic model needed not relentless consumer demand, Tim Jackson for The Guardian Blog, 17 de enero de 2013
- The Cinderella economy: an answer to unsustainable growth?, Tim Jackson for The Ecologist, 27 July 2012
- Let's be less productive, Tim Jackson for The New York Times, 26 May 2012
- Dismount and die? The paradox of sustainable living, Tim Jackson for The Guardian, 29 June 2011
- Consumerism as Theodicy – an exploration of religions and secular meaning functions (with M. Pepper).  In Thomas, L (ed): Consuming Paradise. Oxford: Palgrave-Macmillan, 2010.
- Prosperity Without Growth: Economics for a Finite Planet. Second edition with the title Prosperity Without Growth: Foundations for the Economy of Tomorrow. London and New York: Earthscan/Routledge, 2017.
- The Earthscan Reader on Sustainable Consumption. London and New York: Earthscan/Routledge, 2006